# Comuna Oprișeni, Adâncata
Oprișeni (în ucraineană Опришени, transliterat: Oprîșenî) este o comună în raionul Adâncata, regiunea Cernăuți, Ucraina, formată din satele Oprișeni (reședința) și Slobozia-Berlinți.

## Demografie
Componența lingvistică a comunei Oprișeni
     Română (81,12%)
     Ucraineană (18,5%)
     Alte limbi (0,37%)
Conform recensământului din 2001, majoritatea populației comunei Oprișeni era vorbitoare de română (81,12%), existând în minoritate și vorbitori de ucraineană (18,5%).

## Personalități
- Dumitru Covalciuc - scriitor